# Captain America II: Death Too Soon
Captain America II: Death Too Soon je americký televizní akční film z roku 1979, který natočil Ivan Nagy podle komiksových příběhů o Captainu Amerikovi. Navazuje na předchozí film z téhož roku, který byl nazván jednoduše Captain America.

## Příběh
Steve Rogers, alias Captain America, se musí vypořádat s revolucionářským teroristou, tzv. generálem Miguelem, který pod pohrůžkou ohrožení obyvatel Portlandu požaduje po americké vládě výkupné. Unesl totiž profesora Ilsona, kterého donutil pokračovat v jeho výzkumu gerontologie natolik, že dokázal vyrobit látku, jež po vypuštění do vzduchu extrémně urychluje stárnutí zvířat i lidí.

## Obsazení
- Reb Brown jako Steve Rogers / Captain America
- Connie Sellecca jako doktorka Wendy Day
- Len Birman jako doktor Simon Mills
- Christopher Lee jako Miguel
- Katherine Justice jako Helen Moore
- Christopher Cary jako profesor Ian Ilson
- Bill Lucking jako Stader
- Stanley Kamel jako Kramer
- Ken Swofford jako Everett Bliss
- Lana Wood jako Yolanda